# بحر البلطيق
بحر البلطيق، هو ذراع من المحيط الأطلسي تحيط به دول الدنمارك، إستونيا، فنلندا، ألمانيا، لاتفيا، ليتوانيا، بولندا، روسيا، السويد، بالإضافة إلى مناطق السهل الأوروبي الشمالي والوسطى. ويُعد أكبر حوض مياه قليلة الملوحة في العالم.
يمتد البحر بين دائرتي عرض 53° شمالاً و66° شمالاً، وبين خطي طول 10° شرقاً و30° شرقاً. وهو بحر رفّي وبحر هامشي تابع للمحيط الأطلسي، مع تبادل محدود للمياه بينهما، مما يجعله بمثابة بحر داخلي. يصب بحر البلطيق عبر المضايق الدنماركية في بحر كاتيغات عبر مضيق أوريسند، وحزامي الحزام الكبير والحزام الصغير. ويضم عدة خلجان منها: خليج بوثنيا (المقسم إلى خليج بوثنيا الأعلى وبحر بوثنيا)، خليج فنلندا، خليج ريغا، وخليج غدانسك.
يُعرف الجزء الرئيسي من البحر باسم "البحر البلطيقي المحوري"، ويحده من الشمال (عند خط عرض 60° شمالًا) أرخبيل أولاند وخليج بوثنيا، ومن الشمال الشرقي خليج فنلندا، ومن الشرق خليج ريغا، ومن الغرب الساحل السويدي لشبه الجزيرة الإسكندنافية الجنوبية.
يرتبط بحر البلطيق بممرات مائية صناعية: بقناة البحر الأبيض – بحر البلطيق التي تصل إلى البحر الأبيض، وبقناة كيل التي تربطه بخليج ألمانيا في بحر الشمال.

## تعريفات

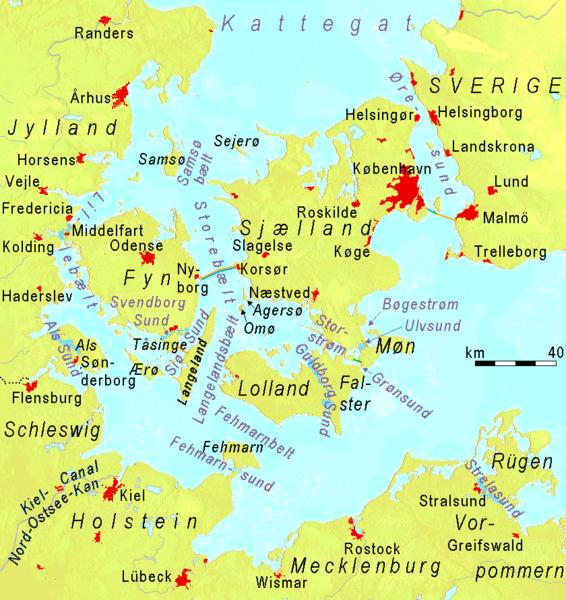
المضائق الدنماركية وجنوب غرب بحر البلطيق.

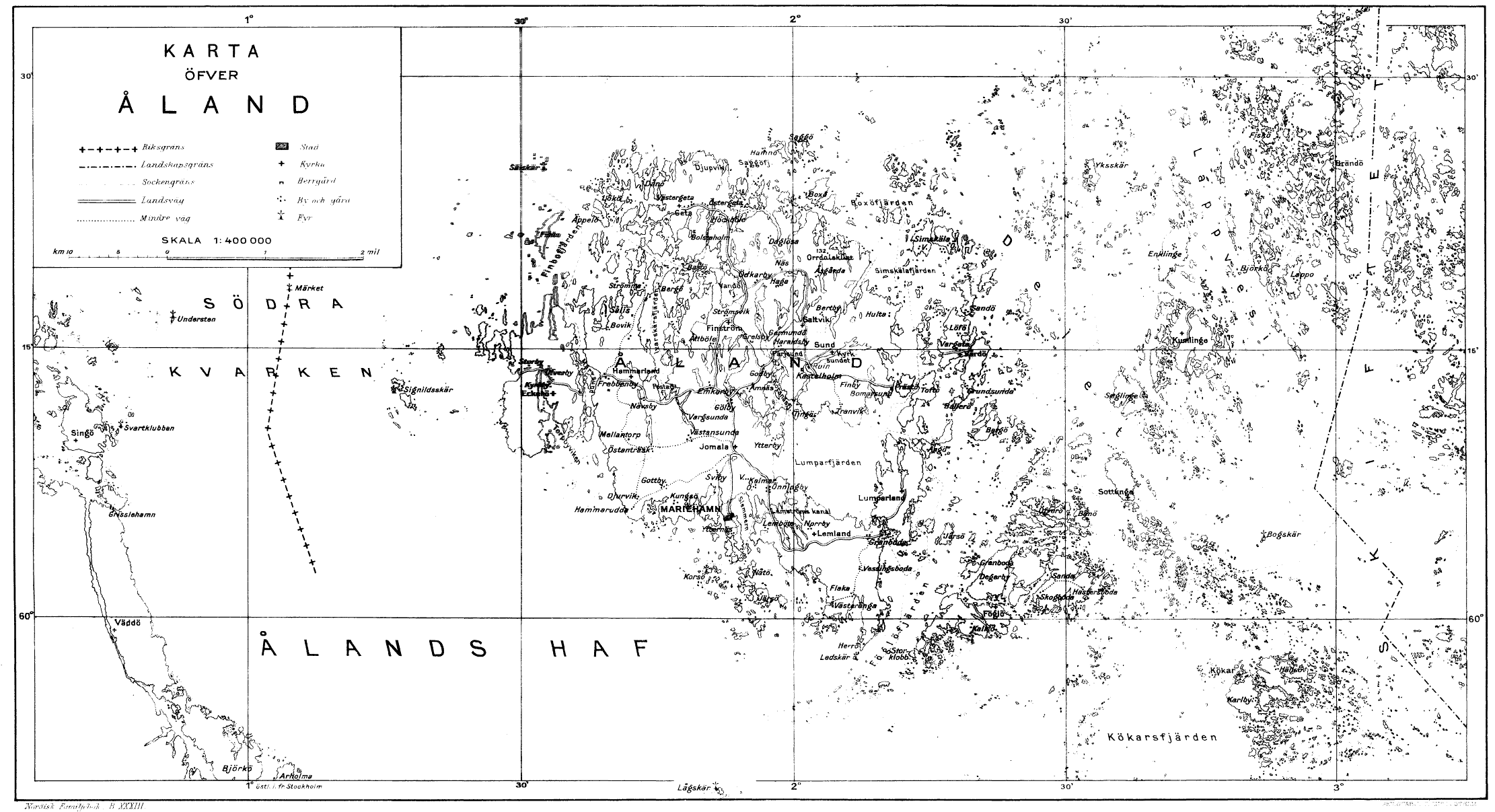
جزر آلاند بين بحر البلطيق و خليج بوثنيا

### الإدارة
تشمل اتفاقية هلسنكي لحماية البيئة البحرية لمنطقة بحر البلطيق: بحر البلطيق وكاتيجات، دون تسمية كاتيغات كجزء من بحر البلطيق، «لأغراض هذه الاتفاقية، تكون» منطقة بحر البلطيق «هي منطقة بحر البلطيق البحر ومدخل بحر البلطيق، يحده بالتوازي مع سكاجيراك في سكاجيراك عند خط عرض 57 ° 44.43'N.» 

### سجل حركة المرور
تاريخياً، جمعت مملكة الدنمارك رسوم الصوت من السفن على الحدود بين المحيط وبحر البلطيق غير الساحلي بالترادف: في أوريسند في قلعة كرونبورغ بالقرب منهيلسينغور؛ في الحزام العظيم في نيبورج؛ وفي الحزام الصغير في أضيق جزء منه ثم فريديريكيا، بعد أن تم بناء هذا المعقل. أضيق جزء من الحزام الصغير هو «ميدلفارت سوند» بالقرب من ميدلفارت.

### علم المحيطات
يوافق الجغرافيون على نطاق واسع بأن الحدود المادية يفضل في بحر البلطيق هو الخط الذي رسمته من خلال الجزر الدنماركية الجنوبية، دروغدن سيل ولانغلاند. يقع دروغدن سيل شمال خليج كوج ويربط دراجورفي جنوب كوبنهاغن إلى مالمو. يتم استخدامه من قبل جسر أوريسند، بما في ذلك نفق دروغدن . وبموجب هذا التعريف، ومضيق الدنماركية هي جزء من المدخل، ولكن خليج مكلنبورغ وخليج كييل أجزاء من بحر البلطيق، الحدود المعتادة الأخرى هي الخط الفاصل بين فالستيربو، السويد، وستيفنز كلينت، الدنمارك، حيث أن هذه هي الحدود الجنوبية لأوريسوند. إنها أيضًا الحدود بين أوريسند الجنوبية الضحلة (بعمق نموذجي من 5-10 أمتار فقط) والمياه الأعمق بشكل ملحوظ.

### الهيدروغرافيا والبيولوجيا
دروجدن سيل (عمق 7 أمتار (23 قدمًا)) يضع حدًا لـ أوريسند ودارس سيل (عمق 18 مترًا (59 قدمًا))، وحدًا لبحر الحزام. والضحلة سيلز هي العقبات التي تحول دون تدفق المياه المالحة الثقيلة من كاتيغات في أحواض حول بورنهولم وجوتلاند.
إن نهر كاتيغات وجنوب غرب بحر البلطيق مؤكسدين بشكل جيد ولديهما بيولوجيا غنية. ما تبقى من البحر قليل الملوحة، فقير بالأكسجين، وفي الأنواع. وهكذا، إحصائيًا، كلما زاد المدخل المضمن في تعريفه، ظهر بحر البلطيق أكثر صحة؛ على العكس من ذلك، كلما تم تعريفه بشكل أضيق، كلما ظهرت بيولوجيته للخطر.

## التسمية
أول من أطلق على البحر مسمى بحر البلطيق هو آدم البريمني أحد أشهر نبلاء العصور الوسطى في ألمانيا نسبة إلى جزيرة واقعة فيه تسمى بالتيا (سميت من قبل الرومان بهذا الاسم).
وللبحر تسميات عدة، تختلف باختلاف العائلات اللغوية:
- في اللغات الجرمانية ما عدا الإنجليزية يسمى بحر الشرق (مثلاً بالألمانية: Ostsee).
- في اللغات الفنلندية البلطيقية -كاللغة الإستونية يسمى بحر الغرب (Läänemeri).
- في اللغات الرومانسية والسلافية والبلطيقية والإنجليزية واللاتينية يسمى بحر البلطيق (باللاتينية: Mare Balticum).

## التاريخ

### عالم كلاسيكي
في زمن الإمبراطورية الرومانية، كان بحر البلطيق يُعرف
باسم بحر سويفيان أو بحر سارماتيكوم .تاسيتوس في كتابه 98 AD أجريكولا و ألمانيا وصفت ماري السويدية، التي سميت على اسم سويبيون قبيلة، خلال أشهر الربيع، وذلك المالحة البحر حيث كسر الجليد، وبصرف النظر عن طرح قطع. هاجر السويبيون في نهاية المطاف إلى الجنوب الغربي للإقامة مؤقتًا في منطقة راينلاند بألمانيا الحديثة، حيث بقي اسمهم في المنطقة التاريخية المعروفة باسم شوابيا. أطلق عليه يوردانس في عمله اسم البحر الجرماني ، غيتيكا .

### العصور الوسطى

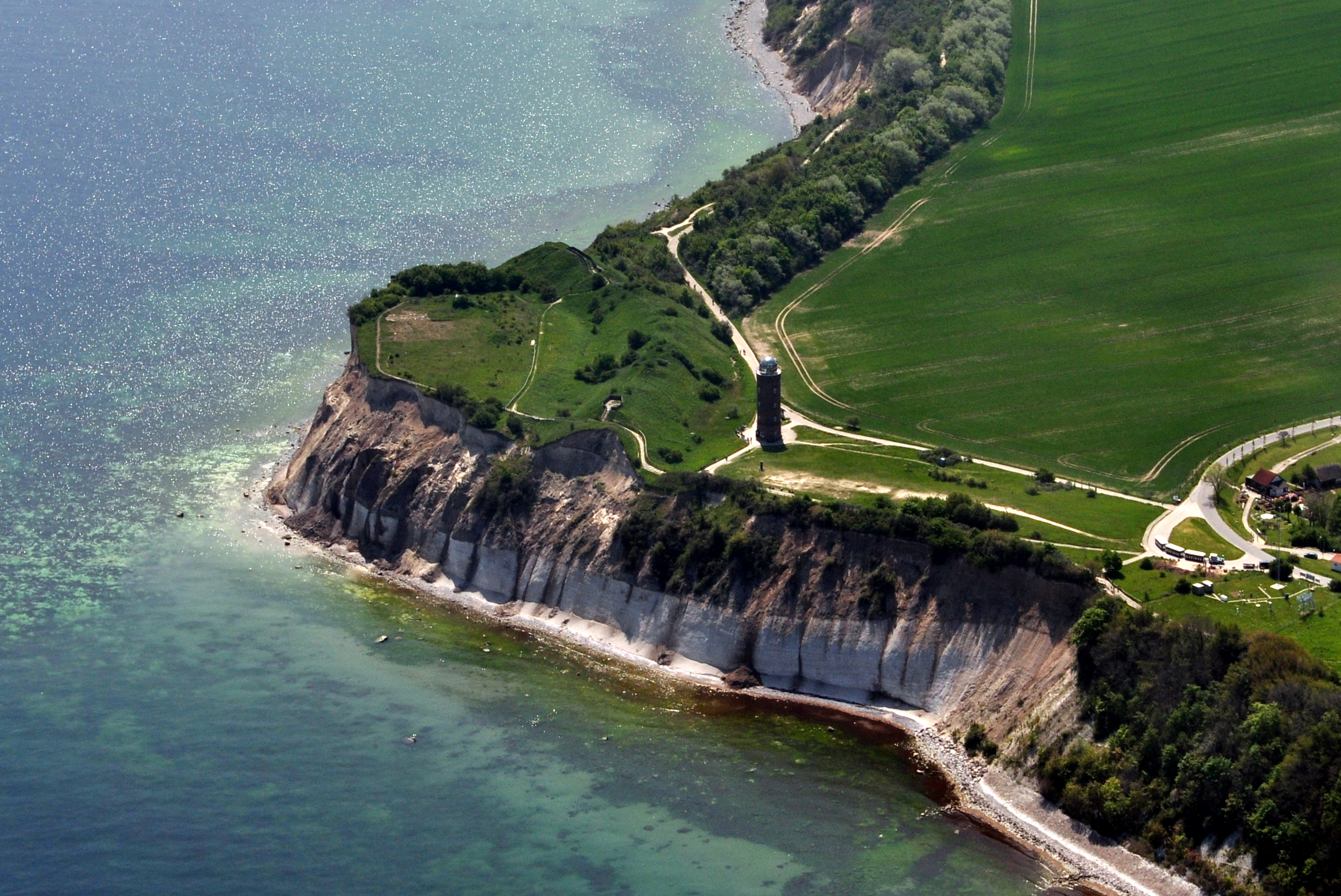
كانت كيب أركونا في جزيرة روغن في ألمانيا موقعًا مقدسًا للسلاف قبل التنصير.
في أوائل العصور الوسطى، بنى التجار الإسكندنافيون إمبراطورية تجارية في جميع أنحاء بحر البلطيق. في وقت لاحق، قاتل الإسكندنافيون للسيطرة على بحر البلطيق ضد قبائل وينديش التي تعيش على الشاطئ الجنوبي.استخدم الإسكندنافيون أيضًا أنهار روسيا كطرق تجارية، ووجدوا طريقهم في النهاية إلى البحر الأسود وجنوب روسيا. يشار إلى هذه الفترة التي يهيمن عليها الشمال باسمعصر الفايكنج.
منذ عصر الفايكنج، أشار الإسكندنافيون إلى بحر البلطيق باسم أوستمار («البحيرة الشرقية»). «البحر الشرقي»، يظهر في هيمسكرينجلا و الملح نوردورلاند يظهر في حلقة سورلا . سجل ساكسو جراماتيكوس في صكوك الدنماركيين اسمًا قديمًا، غاندفيك ، -فيك هو اللغة الإسكندنافية القديمة لـ «شراء»، مما يعني أن الفايكنج اعتبروه بشكل صحيح بمثابة مدخل للبحر. شكل آخر من أشكال الاسم، «جراندفيك»، يشهد على الأقل في ترجمة إنجليزية واحدة لجيستا دانوروم ، من المحتمل أن يكون خطأ إملائيًا.
بالإضافة إلى الأسماك يوفر البحر أيضا العنبر، وخاصة من شواطئها الجنوبية ضمن حدود اليوم من بولندا، روسيا وليتوانيا. تعود الإشارات الأولى لرواسب الكهرمان على الساحل الجنوبي لبحر البلطيق إلى القرن الثاني عشر. والبلدان المجاورة وأيضا تصديرها تقليديا الخشب، خشب القطران، الكتان، القنب وفراء بالسفن عبر بحر البلطيق. كان من السويد العصور الوسطى المبكرة تصدير الحديد والفضة الملغومة هناك، بينما كان بولندا ولا يزال لديه مناجم واسعة للملح. وبالتالي، فإن بحر البلطيق تم عبوره منذ فترة طويلة بواسطة الكثير من السفن التجارية.
كانت الأراضي الواقعة على الساحل الشرقي لبحر البلطيق من بين الأراضي الأخيرة في أوروبا التي تحولت إلى المسيحية. هذا حدث أخيرا أثناء الحروب الصليبية الشمالية: فنلندا في القرن الثاني عشر قبل السويديين، وما هي الآن إستونيا ولاتفيا في أوائل القرن الثالث عشر قبل الدنمركيين والألمان (ليفونيان إخوة السيف). في ترتيب توتوني تمكنت من السيطرة على أجزاء من الساحل الجنوبي والشرقي لبحر البلطيق، حيث أقاموا دولتهم الرهبانية. كانت ليتوانيا آخر دولة أوروبية تحولت إلى المسيحية.

### ساحة الصراع

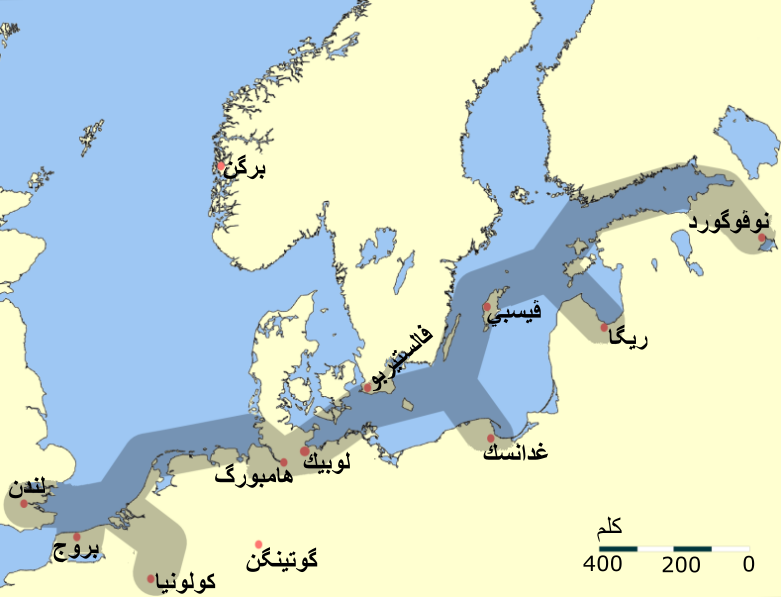
كورسينيكي الناطقة باللاتفية من كلايبيدا إلى غدانسك على طول ساحل بحر البلطيق.

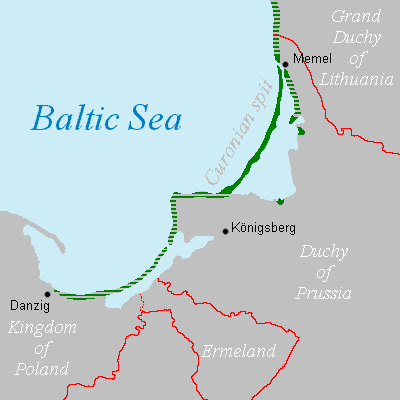
طرق التجارة الرئيسية في الرابطة الهانزية (هانسي).

في الفترة ما بين 8 و 14 قرون، كان هناك الكثير من القرصنة في بحر البلطيق من سواحل كروا وبروسيا، والمؤونة براذرز عقد جوتلاند.
ابتداءً من القرن الحادي عشر، استقر مهاجرون من ألمانيابشكل رئيسي على الشواطئ الجنوبية والشرقية لبحر البلطيق، وهي حركة تسمى مستوطنة الشرق («الاستقرار الشرقي»). وكان مستوطنون آخرون من هولندا، الدنمارك، واسكتلندا. وبولبيان السلاف مندمجون تدريجيا من قبل الألمان.  سيطرت الدانمارك تدريجيًا على معظم ساحل البلطيق، حتى فقدت الكثير من ممتلكاتها بعد هزيمتها في معركة بورنهوفيد عام 1227 .
وقعت معركة الصوت البحرية في 8 نوفمبر 1658 أثناء حرب دانو السويدية.
حرق كاب أركونا بعد وقت قصير من الهجمات، 3 مايو 1945. نجا 350 فقط من 4500 سجين كانوا على متنها
في القرنين الثالث عشر والسادس عشر، كانت أقوى قوة اقتصادية في شمال أوروبا هي الرابطة الهانزية، وهي اتحاد للمدن التجارية حول بحر البلطيق وبحر الشمال. في القرنين السادس عشر والسابع عشر في وقت مبكر، بولندا، الدنمارك، والسويد خاض الحروب ل دومينيون ماريس دول البلطيق («السيادة فوق بحر البلطيق»). في النهاية، كانت السويد هي التي تشمل بحر البلطيق تقريبًا. في السويد، تمت الإشارة إلى البحر باسم بحر البلطيق(«بحر البلطيق»). كان الهدف من الحرب السويدية خلال القرن السابع عشر هو جعل بحر البلطيق بحرًا سويديًا بالكامل (بحر داخلي سويدي)، وهو شيء تم إنجازه باستثناء الجزء بين ريغا في لاتفيا وستيتين في بوميرانيا. ومع ذلك، سيطر الهولنديون على تجارة البلطيق في القرن السابع عشر.
في القرن الثامن عشر، وروسيا وبروسيا وأصبحت القوى الكبرى على البحر. جلبت هزيمة السويد في حرب الشمال العظمى روسيا إلى الساحل الشرقي. أصبحت روسيا ولا تزال قوة مهيمنة في بحر البلطيق. رأى الروسي بطرس الأكبر الأهمية الاستراتيجية لبحر البلطيق وقرر أن يؤسس عاصمته الجديدة، سانت بطرسبرغ، عند مصب نهر نيفا في الطرف الشرقي لخليج فنلندا . كان يتداول هناك الكثير ليس فقط داخل منطقة بحر البلطيق ولكن أيضا مع منطقة بحر الشمال، وخاصة شرق إنجلترا وهولندا: كانت أساطيلهم بحاجة إلى أخشاب البلطيق والقطران والكتان والقنب.
أثناء حرب القرم، وهو مشترك البريطاني والفرنسي هاجمت أسطول الحصون الروسية في بحر البلطيق. تُعرف القضية أيضًا باسم حرب آلاند . لقد قصفوا سفيبورغ التي تحرس هلسنكي . وكرونشتادت، الذي يحرس سانت بطرسبرغ. ودمروا بومارسوند في جزر آلاند . بعد توحيد ألمانيا عام 1871، أصبح الساحل الجنوبي بأكمله ألمانيًا. نشبت الحرب العالمية الأولى جزئياً في بحر البلطيق. بعد عام 1920، منحت بولندا حق الوصول إلى بحر البلطيق على حساب ألمانيا من قبل الممر البولندي ووسع ميناء غدينيا في منافسة مع ميناء مدينة دانزيج الحرة .
بعد صعود النازية إلى السلطة، استعادت ألمانيا ميميلاند وبعد اندلاع الجبهة الشرقية (الحرب العالمية الثانية) احتلت دول البلطيق. في عام 1945، أصبح بحر البلطيق مقبرة جماعية للجنود واللاجئين المنسحبين في عمليات نقل القوات بالنسف . يظل غرق فيلهلم جوستلوف أسوأ كارثة بحرية في التاريخ، حيث قتل (تقريبًا) 9000 شخص. في عام 2005، عثرت مجموعة من العلماء الروس على أكثر من خمسة آلاف حطام طائرات وسفن حربية غارقة ومواد أخرى، معظمها من الحرب العالمية الثانية، في قاع البحر.

### منذ الحرب العالمية الثانية
منذ نهاية الحرب العالمية الثانية، تخلصت دول مختلفة، بما في ذلك الاتحاد السوفيتي والمملكة المتحدة والولايات المتحدة، من الأسلحة الكيميائية في بحر البلطيق، مما أثار مخاوف من التلوث البيئي. اليوم، يجد الصيادون أحيانًا بعضًا من هذه المواد: يشير أحدث تقرير متوفر من لجنة هلسنكي إلى أنه تم الإبلاغ عن أربعة مسكات صغيرة الحجم من الذخائر الكيميائية تمثل حوالي 105 كجم (231 رطلاً) من المواد في عام 2005. هذا انخفاض من 25 حادثًا تمثل 1110 كجم (2450 رطلاً) من المواد في عام 2003. حتى الآن، ترفض حكومة الولايات المتحدةالكشف عن الإحداثيات الدقيقة لمواقع الحطام. تدهور تسرب الزجاجات لغاز الخردل ومواد أخرى، مما يؤدي ببطء إلى تسمم جزء كبير من بحر البلطيق.
بعد عام 1945، تم طرد السكان الألمان من جميع المناطق الواقعة شرق خط أودر-نيسي، مما أفسح المجال لاستيطان بولندي وروسي جديد. اكتسبت بولندا معظم الساحل الجنوبي . في الاتحاد السوفياتي تمكنت من الوصول أخرى إلى بحر البلطيق مع كالينينغراد أوبلاست، التي كانت جزءا من تسوية الألمانية بروسيا الشرقية . تم ضم دول البلطيق الواقعة على الشاطئ الشرقي من قبل الاتحاد السوفيتي. بحر البلطيق ثم منعزلة عن معارضة الكتل العسكرية: حلف شمال الأطلسي وحلف وارسو . طورت السويد المحايدة أسلحة هجومية للدفاع عن مياهها الإقليمية بعد حوادث الغواصات السويدية .  هذا الوضع الحدودي قيد التجارة والسفر. لم ينته إلا بعد انهيار الأنظمة الشيوعية في وسط وشرق أوروبا في أواخر الثمانينيات.
منذ مايو 2004، مع انضمام دول البلطيق وبولندا، أصبح بحر البلطيق محاطًا بالكامل تقريبًا بدول الاتحاد الأوروبي. المناطق الساحلية المتبقية خارج الاتحاد الأوروبي هي مناطق روسية: منطقة سانت بطرسبرغ ومخفر كالينينغراد أوبلاست .
تبدأ العواصف الشتوية بالوصول إلى المنطقة خلال شهر أكتوبر. وقد تسبب ذلك في حطام العديد من السفن، وساهم في الصعوبات الشديدة لإنقاذ ركاب العبارة M / S Estonia في طريقها من تالين، إستونيا، إلى ستوكهولم، السويد، في سبتمبر 1994، والتي أودت بحياة 852 شخصًا. تميل حطام السفن القديمة ذات القاعدة الخشبية مثل Vasa إلى الحفاظ عليها جيدًا، حيث لا تتناسب المياه الباردة والمالحة في البلطيق مع دودة السفن .

### فيضانات العاصفة
يُعتقد عمومًا أن فيضانات عرام العواصف تحدث عندما يكون مستوى المياه فوق المعدل الطبيعي بأكثر من متر واحد. في فارنيمونده حدث حوالي 110 فيضانات من عام 1950 إلى عام 2000، بمتوسط يزيد قليلاً عن اثنين في السنة.
كانت أحداث الفيضان التاريخية هي فيضان جميع القديسين عام 1304 والفيضانات الأخرى في الأعوام 1320 و 1449 و 1625 و 1694 و 1784 و 1825. ولا يُعرف سوى القليل عن مداها.  من عام 1872، توجد سجلات منتظمة وموثوقة لمستويات المياه في بحر البلطيق. كان أعلى فيضان عام 1872 عندما كان متوسط المياه 2.43 م (8 قدم 0 بوصة) فوق مستوى سطح البحر في فارنيموند وبحد أقصى 2.83 م (9 قدم 3 بوصات) فوق مستوى سطح البحر في فارنيمونده. في آخر فيضانات غزيرة وصل متوسط منسوب المياه إلى 1.88 م (6 قدم 2 بوصة) فوق مستوى سطح البحر في عام 1904، 1.89 م (6 قدم 2 بوصة) في عام 1913، 1.73 م (5 قدم 8 بوصات) في يناير 1954، 1.68 م (5 أقدام و 6 بوصات) في 2-4 نوفمبر 1995 و 1.65 م (5 أقدام و 5 بوصات) في 21 فبراير 2002.

## الجغرافيا

بحيرة أنسيلوس وهي السابقة لبحر البلطيق

بحر البلطيق بحر قليل العمق إذ يصل متوسط عمقه لحوالي 55 م. يعد البحر أكبر مسطح مائي ذو مياه مسوسية (بين المالحة والعذبة) في العالم. يصل طوله لحوالي 1610 كم وعرضه 193 كم وأقصى عمق له هو 460 م فقط ويوجد قرب الأراضي السويدية. مساحته تضاهي الـ377 ألف كم2 وحجم مياهه 21 ألف كم3 ويصل طول شواطئه لما يزيد عن 8000 كم.
الخصائص الفيزيائية لبحر البلطيق، ومناطقه الفرعية الرئيسية، والمنطقة الانتقالية إلى منطقة سكاجيراك / بحر الشمال
| المنطقة الفرعية         | منطقة   | الصوت  | أقصى عمق | عمق متوسط |
|                         | كم 2    | كم 3   | م        | م         |
| ----------------------- | ------- | ------ | -------- | --------- |
| 1. البلطيق السليم       | 211.069 | 13045  | 459      | 62.1      |
| 2. خليج بوثنيا          | 115.516 | 6,389  | 230      | 60.2      |
| 3. خليج فنلندا          | 29600   | 1100   | 123      | 38.0      |
| 4. خليج ريجا            | 16300   | 424    | > 60     | 26.0      |
| 5. حزام البحر / كاتيجات | 42408   | 802    | 109      | 18.9      |
| مجموع بحر البلطيق       | 415266  | 21.721 | 459      | 52.3      |

### مدى
المنظمة الهيدروغرافية الدولية يحدد حدود بحر البلطيق كما يلي:
تحدها سواحل ألمانيا والدنمارك وبولندا والسويد وفنلندا وروسيا وإستونيا ولاتفيا وليتوانيا، وتمتد شمال شرق الحدود التالية:
- في الحزام الصغير . خط يصل الورك الكاذب (54 ° 47 ° N 9 ° 57.5′E) و Vejsnæs Nakke (Ærø : 54 ° 49 °N 10 ° 26′E).
- في الحزام العظيم . خط ينضم إلى جولستاف (أقصى جنوب جزيرة لانجلاند) وكابل كيرك (54 ° 46′ شمالًا 11 ° 01′ شرقًا) في جزيرة لولاند .
- في صوت جولدبرج . خط ينضم إلى فلينتورن ريف و Skjelby (54 ° 38′N 11 ° 53′E).
- في الصوت . خط ينضم إلى منارة ستيفنز (55 درجة 17 درجة شمالاً 12 درجة 27 درجة شرقاً)وفالستيربو بوينت (55 درجة 23 درجة شمالاً 12 درجة 49 درجة شرقاً).

### التقسيمات

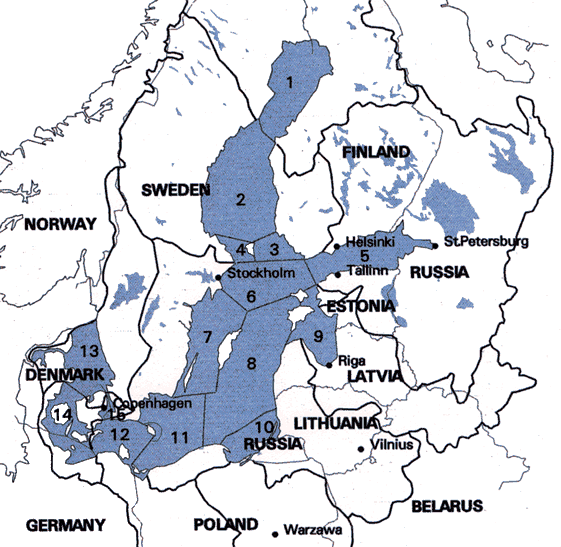
مناطق وأحواض بحر البلطيق:
1 = خليج بوثنيان
2 = بحر بوثنيان
1 + 2 = خليج بوثنيا ، وجزئيًا أيضًا 3 & 4
3 = أرخبيل بحر
4 = بحر أولاند
5 = خليج فنلندا
6 = شمال البلطيق السليم
7 = حوض جوتلاند الغربي
8 = حوض جوتلاند الشرقي
9 = خليج ريجا
10 = خليج غدانسك / حوض غدانسك
11 = حوض بورنهولم و خليج هانو
12 = حوض أركونا
6-12 = بحر البلطيق الصحيح
13 = كاتيجاتوليس جزءا لا يتجزأ من بحر البلطيق
14 = البحر الحزام (ليتل الحزام و الحزام الكبير)
15 = أوريسند (صوت)
14 + 15 = الدنماركية مضيق ، وليس جزءا لا يتجزأ من بحر البلطيق.

يُعرف الجزء الشمالي من بحر البلطيق بخليج بوثنيا، وأقصى شماله خليج بوثنيا أو خليج بوثنيان . يسمى الحوض الجنوبي للخليج الأكثر استدارةً ببحر بوثنيا ويوجد إلى الجنوب مباشرة بحر أولاند . في خليج فنلندا يربط بحر البلطيق مع سانت بطرسبرغ . في خليج ريغا تقع بين اللاتفية العاصمة ريغا والإستونية جزيرة ساريما .
يقع بحر البلطيق الشمالي بين منطقة ستوكهولم وجنوب غرب فنلندا وإستونيا. في الأحواض الغربية وجوتلاند الشرقية تشكّل أجزاء رئيسية من بحر البلطيق أو البلطيق السليم. وبورنهولم حوض هي منطقة شرق بورنهولم، وضحالة ارشون حوض تمتد من بورنهولم إلى الجزر الدانماركية فالستر ونيوزيلندا .
في الجنوب، يقع خليج غدانسك شرق شبه جزيرة هيل على الساحل البولندي وغرب شبه جزيرة سامبيا في كالينينغراد أوبلاست . في خليج بوميرانيا تقع إلى الشمال من جزر يوزدوم وولين، شرق روغن . بين فالستر والساحل الألماني تكمن خليج مكلنبورغ وخليج لوبيك . يقع خليج كيل في أقصى غرب بحر البلطيق . ثلاثة المضائق الدانماركية، والحزام الكبير، والحزام الصغير وصوت (أوريسند/ أوريسند)، ربط بحر البلطيق مع كاتيغات وسكاجيراك المضيق في بحر الشمال .

### درجة الحرارة والجليد
تختلف درجة حرارة مياه بحر البلطيق اختلافًا كبيرًا اعتمادًا على الموقع الدقيق والموسم والعمق. في حوض بورنهولم، الذي يقع مباشرة شرق الجزيرة التي تحمل الاسم نفسه، تنخفض درجة حرارة السطح عادةً إلى 0-5 درجة مئوية (32-41 درجة فهرنهايت) خلال ذروة الشتاء وترتفع إلى 15-20 درجة مئوية (59-68 درجة فهرنهايت) خلال ذروة الصيف، بمتوسط سنوي يبلغ حوالي 9-10 درجة مئوية (48-50 درجة فهرنهايت).  يمكن رؤية نمط مماثل فيحوض جوتلاند، التي تقع بين جزيرة جوتلاند ولاتفيا. في أعماق هذه الأحواض تكون التغيرات في درجات الحرارة أصغر. في قاع حوض بورنهولم، على عمق أكثر من 80 مترًا (260 قدمًا)، تكون درجة الحرارة عادةً 1-10 درجة مئوية (34-50 درجة فهرنهايت)، وفي قاع حوض جوتلاند، على أعماق تزيد عن 225 مترًا (738 قدمًا)، وعادة ما تكون درجة الحرارة 4-7 درجات مئوية (39-45 درجة فهرنهايت).
على المدى الطويل، فإن بحر البلطيق مغطى بالجليد بحد أقصى سنوي لنحو 45٪ من مساحة سطحه. المنطقة المغطاة بالجليد خلال هذا الشتاء نموذجية تشمل خليج بوثنيا، وخليج فنلندا، وخليج ريغا، غرب أرخبيل من استونيا، وأرخبيل ستوكهولم، والبحر أرخبيل جنوب غرب فنلندا. ما تبقى من بحر البلطيق لا يتجمد خلال فصل الشتاء العادي، باستثناء الخلجان المحمية والبحيرات الضحلة مثل بحيرة كورونيان. يصل الجليد إلى أقصى حد له في فبراير أو مارس ؛ سمك الجليد النموذجي في المناطق الشمالية في خليج بوثنيان، الحوض الشمالي لخليج بوثنيا، حوالي 70 سم (28 بوصة) للجليد البحري السريع. سمك يتناقص في أقصى الجنوب.
يبدأ التجمد في الأطراف الشمالية لخليج بوثنيا عادة في منتصف نوفمبر ، ليصل إلى المياه المفتوحة لخليج بوثنيان في أوائل يناير. في البحر باثينيان ، جنوب حوض كفاركين، يتجمد في المتوسط في أواخر فبراير. يتجمد خليج فنلندا وخليج ريجا عادةً في أواخر يناير. في عام 2011، تم تجميد خليج فنلندا تمامًا في 15 فبراير.
يعتمد مدى الجليد على ما إذا كان الشتاء معتدلًا أم معتدلًا أم شديدًا. في فصول الشتاء القاسية يمكن أن يتشكل الجليد حول جنوب السويد وحتى في المضيق الدانماركي .وفقًا للمؤرخ الطبيعي في القرن الثامن عشر ويليام ديرهام، خلال فصول الشتاء القاسية في عامي 1703 و 1708، وصل الغطاء الجليدي حتى المضايق الدانماركية. كثير من الأحيان ، يتم تجميد أجزاء من خليج بوثنيا وخليج فنلندا ، بالإضافة إلى الحواف الساحلية في المواقع الجنوبية مثل خليج ريجا. هذا الوصف يعني أن بحر البلطيق كله كان مغطى بالجليد.
منذ عام 1720، تجمد بحر البلطيق أكثر من 20 مرة ، كان آخرها في أوائل عام 1987، والذي كان أقسى شتاء في الدول الاسكندنافية منذ عام 1720. ثم غطى الجليد 400.000 كم 2 (150.000 ميل مربع). خلال شتاء 2010-11، والذي كان شديد القسوة مقارنة بالعقود الماضية، بلغ الحد الأقصى للغطاء الجليدي 315000 كم 2(122000 ميل مربع)، والذي تم الوصول إليه في 25 فبراير 2011. ثم امتد الجليد من الشمال لأسفل إلى الطرف الشمالي من جوتلاند، مع وجود مناطق صغيرة خالية من الجليد على كلا الجانبين، والساحل الشرقي لبحر البلطيق كان مغطى بطبقة جليدية بعرض حوالي 25 إلى 100 كيلومتر (16 إلى 62 ميل) على طول الطريق إلى غدانسك. وقد حدث هذا بسبب ركود منطقة الضغط العالي التي استمرت في وسط وشمال اسكندنافيا من حوالي 10 إلى 24 فبراير. بعد ذلك، دفعت الرياح الجنوبية القوية الجليد إلى الشمال، وأصبحت معظم المياه شمال جوتلاند خالية من الجليد مرة أخرى، والتي كانت قد احتشدت بعد ذلك على شواطئ جنوب فنلندا.  تأثيرات منطقة الضغط العالي المذكورة أعلاه لم تصل إلى الأجزاء الجنوبية من بحر البلطيق، وبالتالي لم يتجمًد البحر بأكمله. ومع ذلك، لوحظ وجود جليد عائم بالقرب من ميناء Świnoujście في يناير 2010.
في السنوات الأخيرة قبل عام 2011، تم تجميد خليج بوثنيان وبحر بوثنيان بالجليد الصلب بالقرب من ساحل البلطيق والجليد العائم الكثيف بعيدًا عنه. في عام 2008، لم يتشكل أي جليد تقريبًا باستثناء فترة قصيرة في مارس.
أكوام من الجليد الطافي على شاطئ محض، بالقرب من فيرتوس، إستونيا، في أواخر أبريل
خلال فصل الشتاء يتطور الجليد السريع، المرتبط بالساحل، أولاً، مما يجعل الموانئ غير قابلة للاستخدام دون خدمات كاسحات الجليد . الجليد مستوى الحمأة الجليد، فطيرة الثلج، والجليد الخشبة النموذج في مناطق أكثر انفتاحا. يشبه الامتداد اللامع للجليد القطب الشمالي ، مع حزمة جليد مدفوعة بالرياح وتلال يصل ارتفاعها إلى 15 مترًا (49 قدمًا). بعيدًا عن الشاطئ الجليدي الثابت، يظل الجليد ديناميكيًا للغاية طوال العام، ومن السهل نسبيًا تحريكه بفعل الرياح، وبالتالي تتراكم الأشكال الجليدية، المكونة من أكوام وتلال كبيرة مدفوعة ضد الجليد والشواطئ الثابتة.
في الربيع يذوب الجليد في خليج فنلندا وخليج بوثنيا بشكل طبيعي في أواخر أبريل، مع استمرار بعض التلال الجليدية حتى مايو في الأطراف الشرقية من خليج فنلندا. في أقصى شمال خليج بوثنيان، يبقى الجليد عادة حتى أواخر مايو. وبحلول أوائل شهر حزيران (يونيو)، ذهب دائمًا عمليًا. ومع ذلك، في عام 1867 المجاعة لوحظت بقايا الجليد حتى 17 يوليو بالقرب من أوددسكر. حتى في أقصى الجنوب حتى أوريسوند، لوحظت بقايا الجليد في مايو في عدة مناسبات. بالقرب من تربك في 15 مايو 1942 وبالقرب من كوبنهاغن في 11 مايو 1771. ولوحظ أيضًا انجراف الجليد في 11 مايو 1799.
الغطاء الجليدي هو الموطن الرئيسي لاثنين من الثدييات الكبيرة، الفقمة الرمادية (Halichoerus grypus) وختم البلطيق الحلقية (بوسا هيسبيدا بوتنيكا)، وكلاهما يتغذيان تحت الجليد ويتكاثران على سطحه. من بين هاتين الأختام، لا يعاني سوى فقمة البلطيق الحلقية عندما لا يكون هناك جليد كافٍ في بحر البلطيق، حيث يغذي صغارها فقط أثناء وجوده على الجليد. تم تكييف الفقمة الرمادية للتكاثر أيضًا مع عدم وجود جليد في البحر. يؤوي الجليد البحري أيضًا عدة أنواع من الطحالب التي تعيش في القاع وداخل جيوب المحلول الملحي غير المجمدة في الجليد.
نظرًا لتقلب درجات الحرارة في فصل الشتاء في كثير من الأحيان بين درجات حرارة أعلى وأقل من درجة التجمد ، فإن جليد المياه المالحة لبحر البلطيق يمكن أن يكون غادرًا وخطيرًا للمشي ، لا سيما بالمقارنة مع طبقات جليد المياه العذبة الأكثر استقرارًا في البحيرات الداخلية.

### الهيدروغرافيا
يتدفق بحر البلطيق عبر المضائق الدانماركية ؛ ومع ذلك ، فإن التدفق معقد. تصب طبقة سطحية من المياه قليلة الملوحة 940 كم 3 (230 متر مكعب) سنويًا في بحر الشمال . نظرًا للاختلاف في الملوحة ، وفقًا لمبدأ نفاذ الملوحة، فإن طبقة سطحية من المياه الأكثر ملوحة تتحرك في الاتجاه المعاكس تجلب 475 كم 3 (114 متر مكعب ميل) في السنة. يختلط ببطء شديد مع المياه العلوية ، مما يؤدي إلى تدرج ملوحة من أعلى إلى أسفل ، مع بقاء معظم المياه المالحة تحت 40 إلى 70 مترًا (130 إلى 230 قدمًا). الدوران العام هو عكس اتجاه عقارب الساعة: شمالًا على طول حدودها الشرقية، وجنوباً مع الحد الغربي.
يأتي الفرق بين التدفق الخارج والتدفق بالكامل من المياه العذبة . يستنزف أكثر من 250 مجرى حوضًا تبلغ مساحته حوالي 1600000 كم 2 (620.000 ميل مربع)، مما يساهم بحجم 660 كم 3 (160 متر مكعب) سنويًا في بحر البلطيق. وتشمل هذه الأنهار الرئيسية في شمال أوروبا، مثل أودر ، وفيستولا ، ونيمان، ودوغافا ونيفا . تأتي المياه العذبة الإضافية من الاختلاف في هطول الأمطار أقل تبخرًا ، وهو أمر إيجابي.
مصدر مهم للمياه المالحة هو التدفق غير المنتظم لمياه بحر الشمال إلى بحر البلطيق. هذه التدفقات مهمة للنظام البيئي لبحر البلطيق بسبب الأكسجين الذي تنقله إلى أعماق البلطيق ، والذي كان يحدث بانتظام حتى الثمانينيات. في العقود الأخيرة أصبحت أقل تواترا. حدثت آخر أربع سنوات في 1983 و 1993 و 2003 و 2014 مما يشير إلى فترة تدفق داخلي جديدة تبلغ حوالي عشر سنوات.
يعتمد مستوى المياه بشكل عام على حالة الرياح الإقليمية أكثر من اعتمادها على تأثيرات المد والجزر. ومع ذلك ، تحدث تيارات المد والجزر في ممرات ضيقة في الأجزاء الغربية من بحر البلطيق.
على ارتفاع كبير موجة عموما أقل بكثير مما كانت عليه فيبحر الشمال . تجتاح العواصف العنيفة والمفاجئة السطح عشر مرات أو أكثر في السنة ، بسبب الاختلافات الكبيرة في درجات الحرارة العابرة وطول الرياح. تسبب الرياح الموسمية أيضًا تغيرات طفيفة في مستوى سطح البحر تصل إلى 0.5 متر (1 قدم 8 بوصة).

### الملوحة
بحر البلطيق هو أكبر بحر داخلي مائل إلى الملوحة . اثنان فقط من المياه معتدلة الملوحة أكبر وفقًا لبعض القياسات: البحر الأسود أكبر من حيث المساحة السطحية وحجم المياه ، ولكن معظمه يقع خارج الجرف القاري (نسبة قليلة فقط هي المياه الداخلية). في بحر قزوين هو أكبر في حجم المياه، ولكن، على الرغم من اسمه، فإنه منه هو بحيرة بدلا من البحر.
إن ملوحة بحر البلطيق أقل بكثير من ملوحة مياه المحيط (التي يبلغ متوسطها 3.5٪)، نتيجة جريان المياه العذبة الوفير من الأرض المحيطة (الأنهار والجداول وما شابهها)، بالإضافة إلى ضحالة البحر نفسه ؛ يساهم الجريان السطحي ما يقرب من واحد الأربعين إجمالى كميات اليوم وسنويا، حيث بلغ حجم الحوض حوالي 21,000 كم 3 (5000 متر مكعب ميل) وجريان المياه السنوي حوالي 500 كم 3 (120 متر مكعب ميل).
تبلغ نسبة الملوحة في المياه السطحية المفتوحة لبحر البلطيق «المناسبة» من 0.3 إلى 0.9٪ ، وهي مياه عذبة على الحدود . يؤدي تدفق المياه العذبة إلى البحر من ما يقرب من مائتي نهر وإدخال الملح من الجنوب الغربي إلى بناء تدرج في الملوحة في بحر البلطيق. توجد أعلى نسبة ملوحة سطحية ، بشكل عام ، من 0.7 إلى 0.9٪ ، في الجزء الجنوبي الغربي من بحر البلطيق ، في حوضي أركونا وبورنهولم (الأول يقع تقريبًا بين جنوب شرق زيلاند وبورنهولم ، والأخير شرق بورنهولم مباشرة). تنخفض تدريجياً إلى الشرق والشمال ، لتصل إلى أدنى مستوى في خليج بوثنيان عند حوالي 0.3 ٪. إن شرب المياه السطحية لبحر البلطيق كوسيلة للبقاء من شأنه أن يرطب الجسم بدلاً من الجفاف ، كما هو الحال مع مياه المحيط.
نظرًا لأن المياه المالحة أكثر كثافة من المياه العذبة ، فإن قاع بحر البلطيق أكثر ملوحة من السطح. هذا يخلق طبقية عمودية لعمود الماء ، هالوكلين ، يمثل حاجزًا أمام تبادلا لأكسجين والمواد المغذية ، ويعزز بيئات بحرية منفصلة تمامًا. يختلف الفرق بين ملوحة القاع والسطحية حسب الموقع. بشكل عام ، يتبع نفس النمط الجنوبي الغربي إلى الشرقي والشمالي مثل السطح. في قاع حوض أركونا (التي تساوي أعماق أكبر من 40 مترًا أو 130 قدمًا) وحوض بورنهولم (أعماق أكبر من 80 مترًا أو 260 قدمًا) تكون النسبة عادة 1.4-1.8٪. إلى الشرق والشمال ، تكون الملوحة في القاع أقل باستمرار ، وهي الأدنى في خليج بوثنيان (أعماق أكبر من 120 مترًا أو 390 قدمًا) حيث تقل قليلاً عن 0.4 ٪ ، أو أعلى قليلاً من السطح في نفس المنطقة.
في المقابل ، تميل ملوحة المضائق الدانماركية، التي تربط بحر البلطيق وكاتيجات، إلى أن تكون أعلى بكثير ، ولكن مع اختلافات كبيرة من سنة إلى أخرى. على سبيل المثال ، تبلغ نسبة الملوحة السطحية والقاع في الحزام العظيم حوالي 2.0٪ و 2.8٪ على التوالي ، وهي أقل إلى حد ما من ملوحة كاتيغات.  فائض المياه الناجم عن التدفق المستمر للأنهار والجداول إلى بحر البلطيق يعني أن هناك بشكل عام تدفق للمياه قليلة الملوحة عبر المضائق الدانماركية إلى كاتيغات (وفي النهاية المحيط الأطلسي). تدفقات كبيرة في الاتجاه المعاكس، والمياه المالحة من كاتيغات عبر المضيق الدانماركي إلى بحر البلطيق، أقل انتظامًا. من 1880 إلى 1980 حدثت التدفقات الوافدة في المتوسط من ست إلى سبع مرات في كل عقد. منذ عام 1980 كان أقل تواترا ، على الرغم من حدوث تدفق كبير جدا في عام 2014.

### الروافد الرئيسية
قائمة أنهار البلطيق
يختلف تصنيف متوسط التصريفات عن ترتيب الأطوال الهيدرولوجية (من المصدر الأبعد إلى البحر) وتصنيف الأطوال الاسمية. لم يتم سرد نهر جوتا ، أحد روافد كاتيجات، نظرًا لأن التدفق العلوي منخفض الملوحة شمالًا في البحر ، بالكاد تصل مياهه إلى بحر البلطيق
| اسم       | متوسط التفريغ (م 3 / ث) | الطول (كم)                           | حوض (كم 2) | الدول المشتركة في الحوض                             | أطول مجرى مائي                                                                                 |
| نيفا      | 2500                    | 74 (اسمي) 860 (هيدرولوجي)            | 281000     | روسيا ، فنلندا (Ladoga-affluentVuoksi)              | Suna (280 كم) ← بحيرة أونيغا (160 كم) ← سفير (224 كم) ← بحيرة لادوجا (122 كم) ← نيفا           |
| فيستولا   | 1080                    | 1047                                 | 194.424    | بولندا ، الروافد: روسيا البيضاء، أوكرانيا، سلوفاكيا | بق (774 كم) - نارو (22 كم) - فيستولا (156 كم) بإجمالي 1204 كم                                  |
| دوجافا    | 678                     | 1020                                 | 87900      | روسيا (المصدر)، بيلاروسيا، لاتفيا                   |                                                                                                |
| نيمان     | 678                     | 937                                  | 98,200     | بيلاروسيا (المصدر)، ليتوانيا، روسيا                 |                                                                                                |
| كيميجوكي  | 556                     | 550 (النهر الرئيسي) 600 (نظام النهر) | 51127      | فنلندا ، النرويج (مصدر Ounasjoki)                   | أطول رافد Kitinen                                                                              |
| أودر      | 540                     | 866                                  | 118861     | جمهورية التشيك (المصدر)، بولندا، ألمانيا            | وارتا (808 كلم) ← أودر (180 كلم) بإجمالي 928 كلم                                               |
| لول ألف   | 506                     | 461                                  | 25240      | السويد                                              |                                                                                                |
| نارفا     | 415                     | 77 (اسمي) 652 (هيدرولوجي)            | 56,200     | روسيا (مصدر فيليكايا)، إستونيا                      | فيليكايا (430 كم) ← بحيرة بيبوس (145 كم) ← نارفا                                               |
| Torne älv | 388                     | 520 (اسمي) 630 (هيدرولوجي)           | 40131      | النرويج (المصدر)، السويد، فنلندا                    | Válfojohka → Kamajåkka → Abiskojaure →Abiskojokk (إجمالي 40 كم) →Torneträsk(70 كم) → Torne älv |

## الدول
البلدان المطلة على البحر:
- الدنمارك
- إستونيا
- فنلندا
- ألمانيا
- لاتفيا
- ليتوانيا
- بولندا
- روسيا
- السويد
- أولند

البلدان الواقعة في حوض تصريف بحر البلطيق إلا أنها لا تطل عليه:
- روسيا البيضاء
- التشيك
- النرويج
- سلوفاكيا
- أوكرانيا

## خط الأنابيب
يجري حالياً ربط روسيا بالاتحاد الأوروبي عبر خط أنابيب لنقل الغاز الطبيعي تحت بحر البلطيق.